# Ємільчине
Ємі́льчине — селище в Звягельському районі Житомирської області. Розташоване на березі річці Уборть. Адміністративний центр Ємільчинської селищної громади .

## Населення
За даними перепису населення СРСР 1939 року, чисельність населення становила 5 184 особи, з них українців — 3 541, росіян — 205, німців — 128, євреїв — 1 115, поляків — 134, інших — 61.

### Мова
Рідна мова населення за даними перепису 2001 року:
| Мова       | Чисельність, осіб | Доля     |
| ---------- | ----------------- | -------- |
| Українська | 7 138             | 96,56 %  |
| Російська  | 248               | 3,35 %   |
| Інші       | 6                 | 0,09 %   |
| Разом      | 7 392             | 100,00 % |

## Історія
«Межирічка» (попередня назва, до кінця XIX століття); «Мільчин» (їд. מילטשין), «Йемельчено» (нім. Yemelcheno), «Йемільчіна» (угор. Yemilchina), «Емильчин». Уперше згадується в Житомирських міських актових книгах близько 1585 року як маєтність князя Костянтина Острозького та було під владою Польщі. У XVII столітті — власність Любомирських, з 1812 року — генерала від кавалерії Федора Уварова, назвав цю місцевість Емільчино на честь своєї нерідної доньки Емілії.
Після приєднання Правобережної України до Росії Емільчино з 1796 року стало містечком Новоград-Волинського повіту Волинської губернії.
Після смерті Федора Уварова Емільчинський ключ разом з містечком Емільчине переходить у власність Уварова Аполлона Івановича (1793—1871), статського радника, кавалера ордена Святої Анни 4-го ступеня.
Близько 1820 року в Емільчині охмістром Царського двору Сергієм Уваровим, сином Апполона Уварова, була закладена фабрика порцелянових виробів, де працювало близько 200 осіб. Фабрика була власністю графів Уварових і працювала понад 25 років та припинила своє існування 1852 року.
1839 року на кошти Уварова А. І. в містечку споруджена церква, згодом освячена на честь Святителя Миколая. До 1917 року землі Емільчинського ключа належали прямим нащадкам Аполлона Уварова.
У 1890-х роках тут працював лісопильний завод, що належав Софії Володимирівні Уваровій, дружині дійсного статського радника Сергія Уварова, де працювало 18 осіб. Крім заводу, у її власності перебувало ще 65000 десятин землі.
Емільчино — село Волинської губернії, Новоград-Волинського повіту, на річці Уборть, в 40 верстах від повітового міста; жителів близько 1000, дворів 134. Поблизу чавуноливарний завод, на якому виплавлено в 1890 році чавуну в штиках — 8804 пуди, у відливках — 5585 пудів.
З 1923 року Емільчино стало адміністративним центром одного з найбільших поліських районів — Емільчинського.
Емільчинський район у 1932–1933 рр. входив до складу Київської області. За даними різних джерел, у районі внаслідок голодомору 1932—1933 загинуло 565 чол., станом на тепер встановлено імена 546 чол.
У період радянських репресій у 1937—1939 роках у селищі репресовано 86 осіб, з них 36 розстріляно.
У серпні 1944 році указом Президії Верховної Ради УРСР село Емільчино, районний центр, перейменовано на Ємільчине, відповідно Емільчинський район — на Ємільчинський район. З квітня 1957 року Ємільчине віднесене до категорії селищ міського типу.
На честь селища Ємільчине названий астероїд.

## Освіта

### Заклади загальної середньої освіти
- Ємільчинський ліцей №1 Ємільчинської селищної ради Житомирської області
- Ємільчинський ліцей №2 Ємільчинської селищної ради Житомирської області

### Заклади дошкільної освіти
- Ємільчинський ЗДО (ясла-садок) №1 «Сонечко» Ємільчинської селищної ради Житомирської області
- Ємільчинський ЗДО №2 «Сонечко» Ємільчинської селищної ради Житомирської області
- Ємільчинський ЗДО №3 «Веселка» Ємільчинської селищної ради Житомирської області

### Заклади позашкільної освіти
- Комунальна установа «Ємільчинський інклюзивно-ресурсний центр» Ємільчинської селищної ради Житомирської області
- Будинок дитячої творчості Ємільчинської селищної ради Житомирської області
- Дитячо-юнацька спортивна школа Ємільчинської селищної ради Житомирської області[11]

### Інші навчальні заклади
- КЗ «Ємільчинська музична школа» Ємільчинської селищної ради Житомирської області

## Культура
- КЗ «Ємільчинський народний краєзнавчий музей Ємільчинської селищної ради Житомирської області»
- КЗ «Ємільчинська публічна бібліотека Ємільчинської селищної ради Житомирської області»
- КЗ «Ємільчинський центральний будинок культури Ємільчинської селищної ради Житомирської області»[12]

## Охорона здоров’я
- КНП «Ємільчинська лікарня» Ємільчинської селищної ради Житомирської області
- КНП «Центр первинної медико-санітарної допомоги Ємільчинської селищної ради Житомирської області»[13]

## Відомі люди
- Кучко Анатолій Андрійович (1950—1999) — український біотехнолог.
- Шелетецький Руслан Миколайович (1983–2022) - старший сержант, учасник російсько-української війни
- Саган Сергій Іванович (1982-2015) — сержант Збройних сил України, учасники російсько-української війни.
- Сокирко Петро Олександрович (нар. 22 квітня 1961, смт Ємільчине) — колишній голова Миронівської райдержадміністрації, депутат Миронівської районної ради.[14] Директор ПАТ "МПЗ «Легко».[15]
- Тихий Наум Миронович (25 травня 1920 (або 14 вересня 1922), Ємільчине — 27 жовтня 1996, Київ) — український поет, прозаїк, перекладач, лауреат премії імені Павла Тичини.
- Уваров Сергій Аполлонович — землевласник, предводитель дворянства Волинської губернії.
- Подкур Роман — історик, кандидат історичних наук, дослідник радянського терору.
- Філоненко Петро (1896—1960) — сотник Армії УНР, полковник Вільного козацтва.

## Галерея

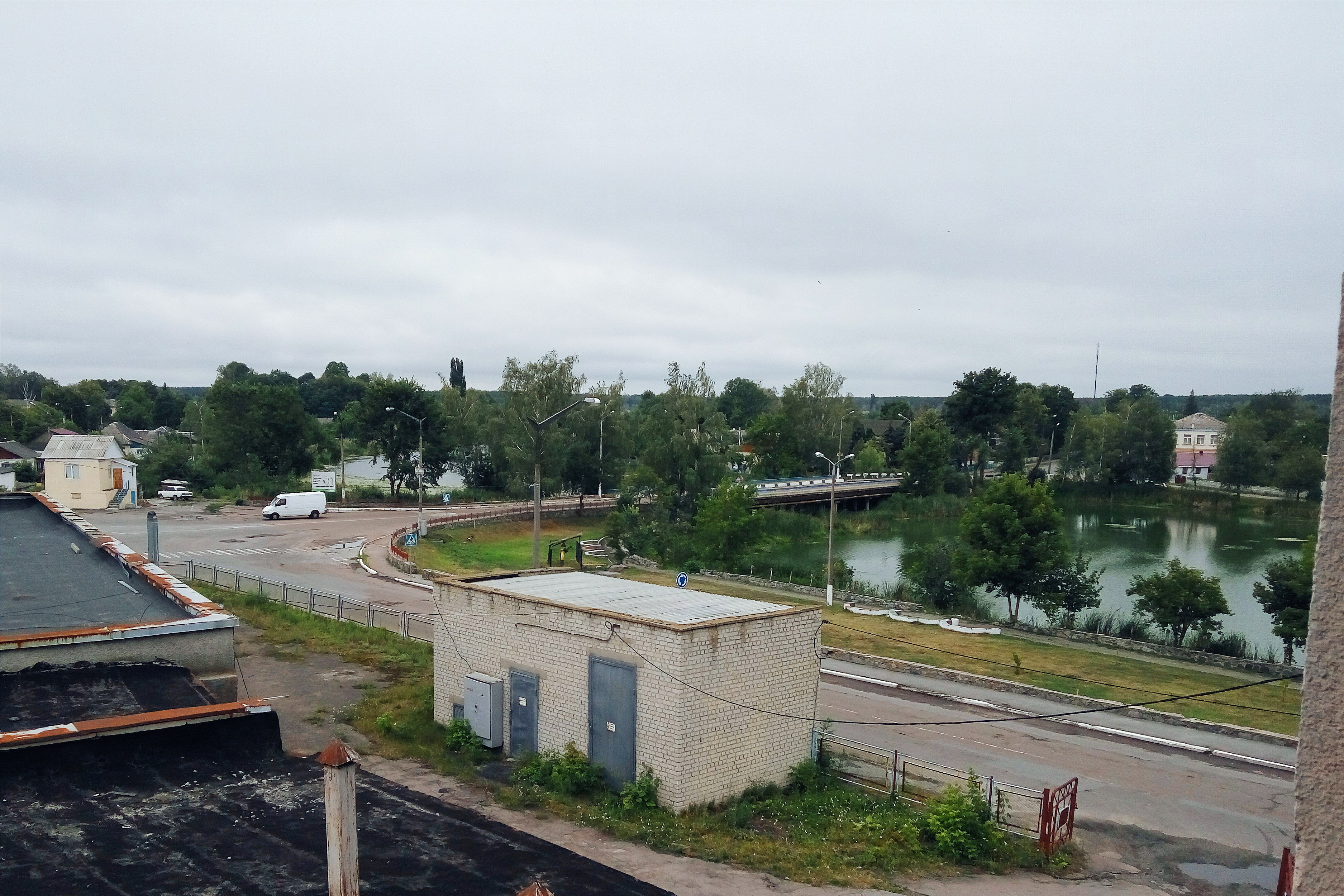
Вигляд на селище
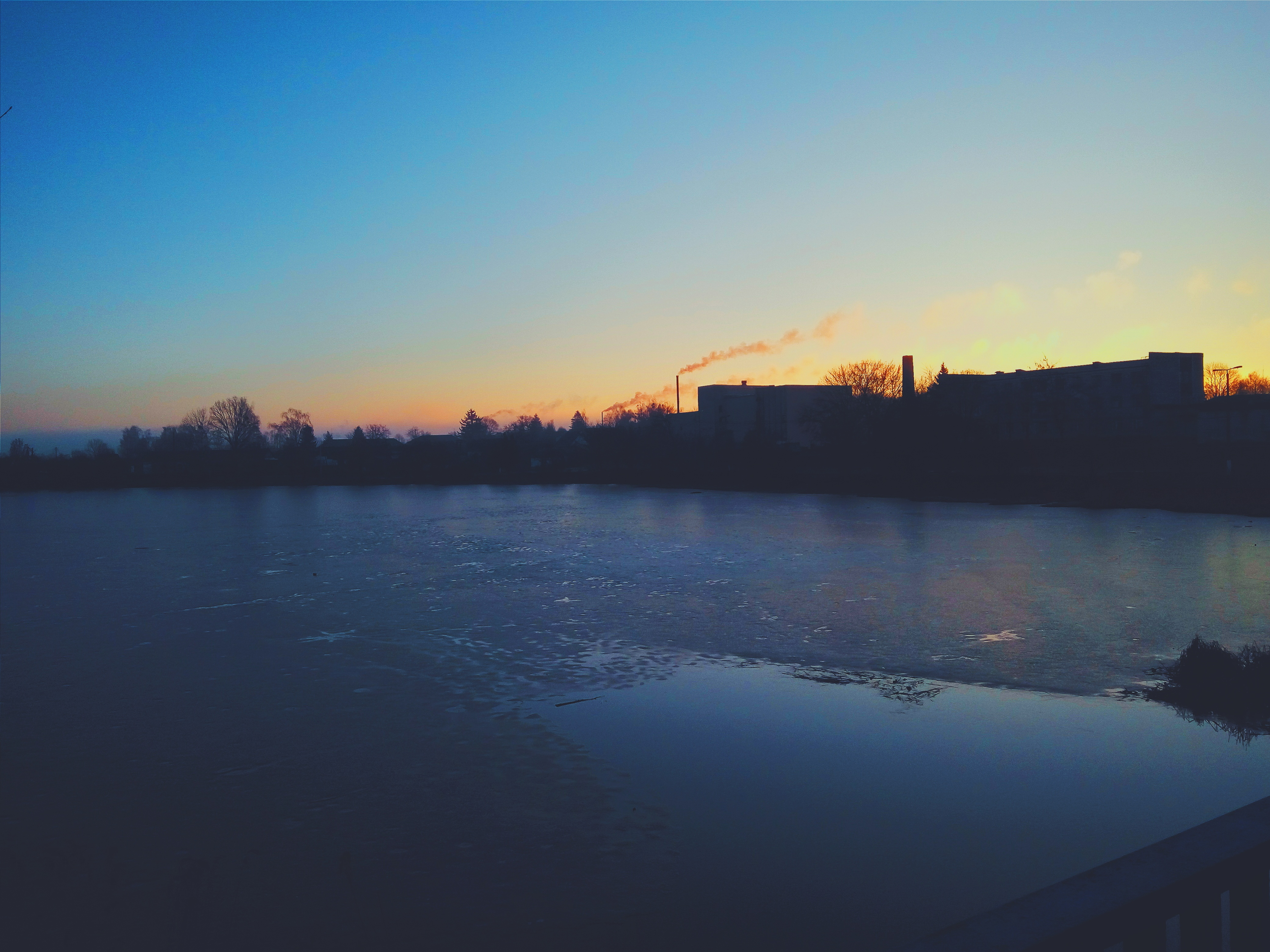
Вигляд з моста
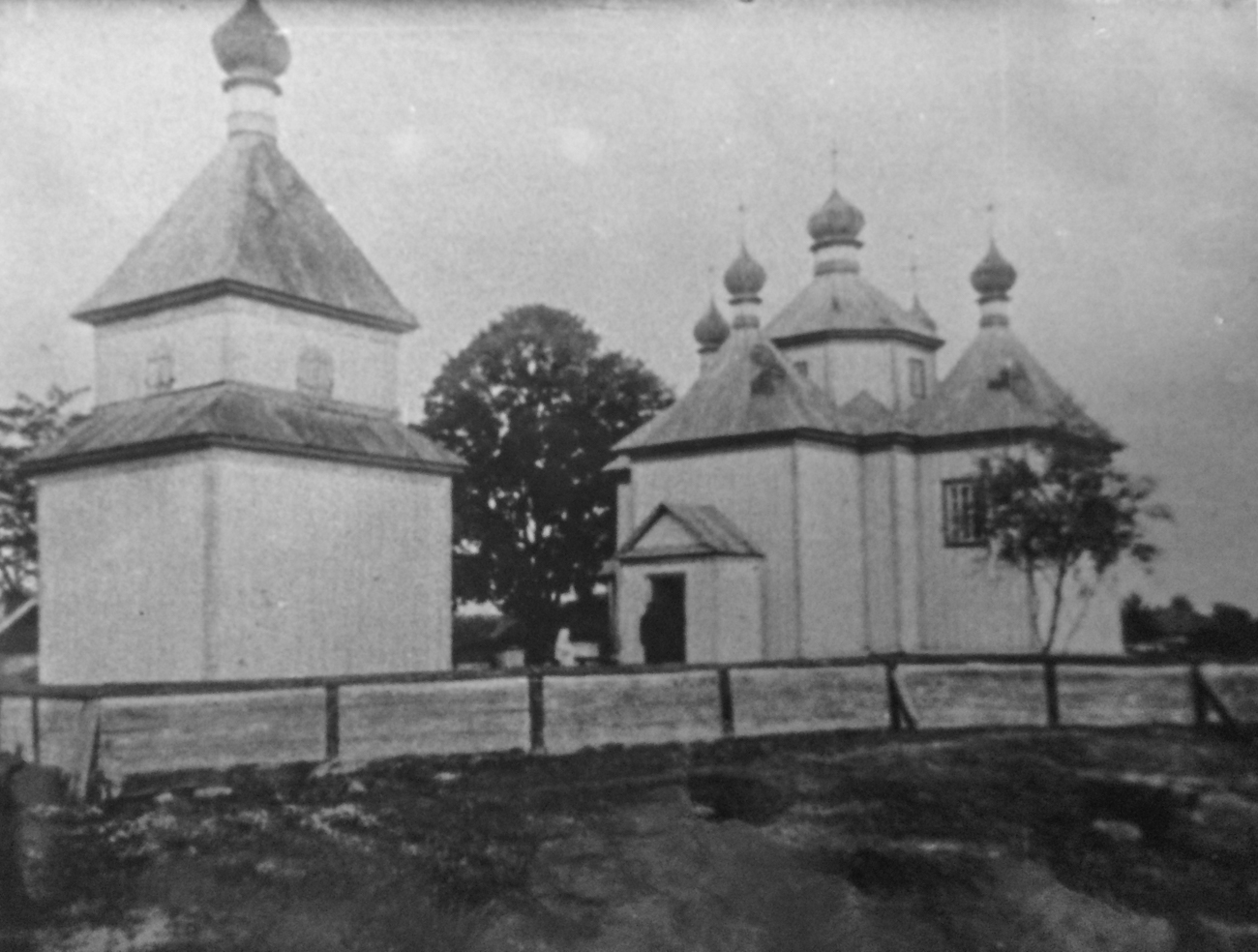
Церква Святителя Миколая в с. Межирічка (світлина П. Жолтовського, 1929 рік)
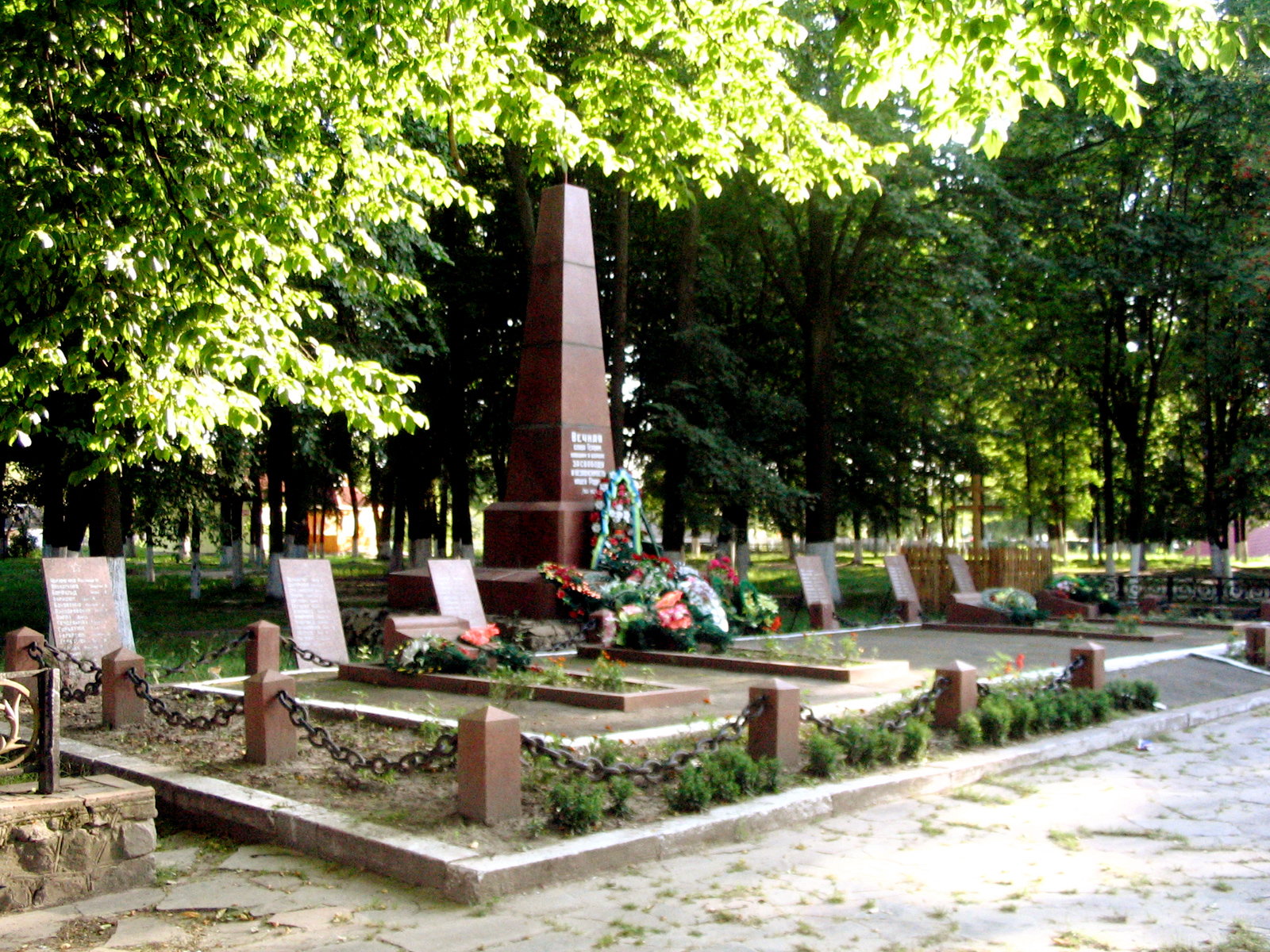
Пам'ятник радянським воїнам, загиблим під час німецько-радянської війни в парку, заснованому колишнім власником Ємільчиного Федором Уваровим
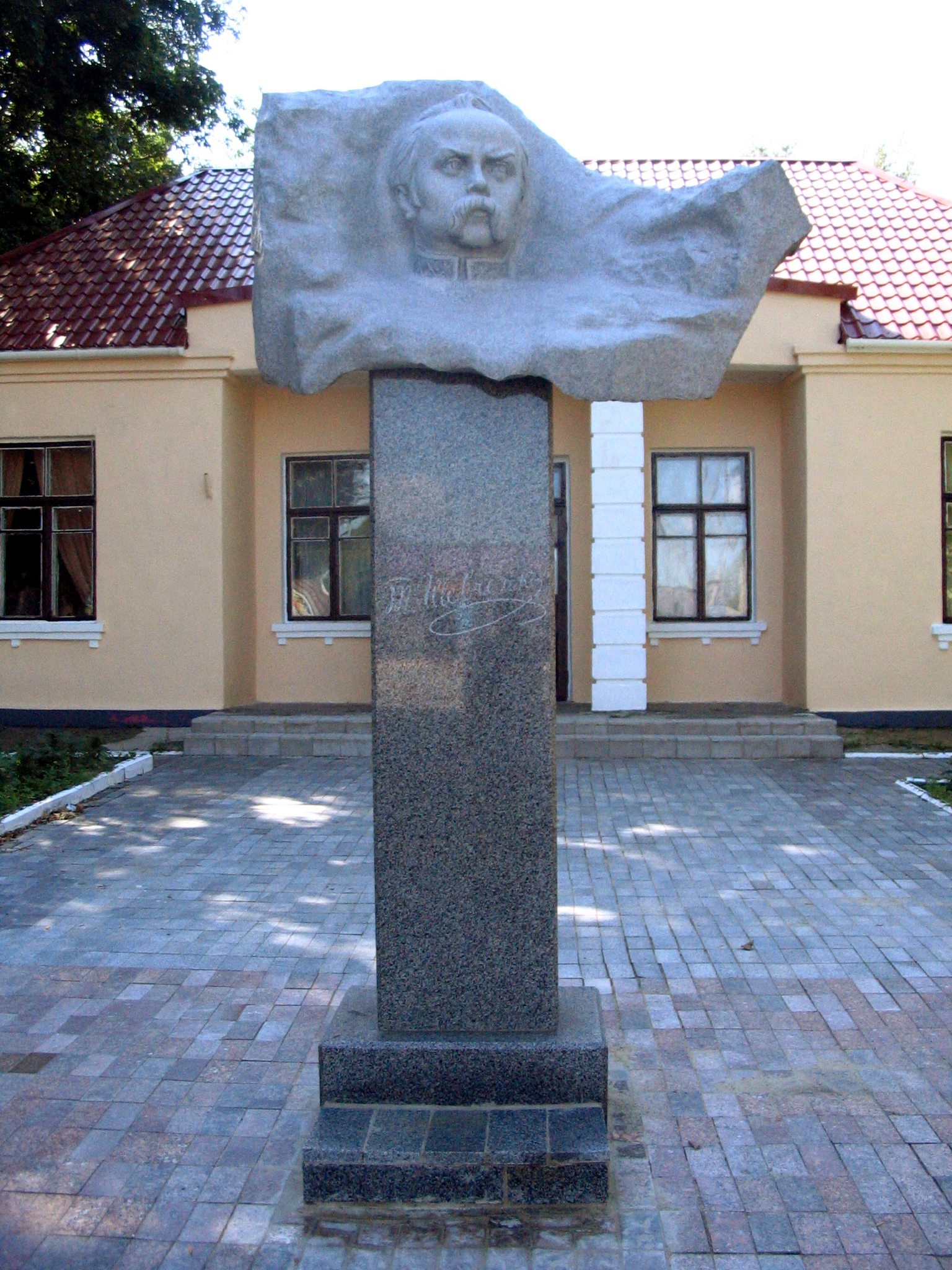
Пам'ятник Тарасові Шевченку